# Râul Milășelu
Râul Milășelu este un afluent al râului Lechința. 

## Hărți
- Harta județului Mureș